# Moses Lake
Moses Lake est une ville du comté de Grant, dans l'État de Washington, aux États-Unis.
Plus grande ville du comté, elle jouxte le lac Moses.
Elle dispose du Grant County International Airport (en).

## Source
- (en) Cet article est partiellement ou en totalité issu de l’article de Wikipédia en anglais intitulé « Moses Lake, Washington » (voir la liste des auteurs).